# Syzygium micranthum
Syzygium micranthum är en myrtenväxtart som beskrevs av George Henry Kendrick Thwaites. Syzygium micranthum ingår i släktet Syzygium och familjen myrtenväxter. IUCN kategoriserar arten globalt som sårbar.
Artens utbredningsområde är Sri Lanka. Inga underarter finns listade i Catalogue of Life.